# Botunja (rzeka)
Botunja (Ботуня) – rzeka w północno-zachodniej Bułgarii, prawy dopływ Ogosty w dorzeczu Dunaju. Długość – 69 km, powierzchnia zlewni – 732 km². Źródła w paśmie górskim Koznica w zachodniej Starej Płaninie. Uchodzi do Ogosty koło wsi Bojczinowci.